# Valériane Vukosavljević
Valériane Vukosavljević (* 29. April 1994 in Bordeaux als Valériane Ayayi) ist eine französische Basketballspielerin beninischer Abstammung.

## Werdegang
Die Tochter eines ehemaligen beninischen Basketballnationalspielers und Schwester der Basketballspieler Joël Ayayi und Gérald Ayayi spielte bis 2006 in Bassens, hernach von 2006 bis 2008 bei US Bouscat Basket, 2008/09 bei Basket Landes und von 2009 bis 2012 am Leistungszentrum INSEP.
In der Saison 2012/13 spielte sie erstmals in der höchsten französischen Spielklasse. 2015 bestritt sie 16 Spiele für die San Antonio Stars in der US-Liga WNBA. 2018 verließ sie Frankreich und ging nach Prag.
2013 bestritt sie ihre erste Europameisterschaft im Erwachsenenbereich und gewann wie mehrfach in den Folgejahren Silber. Im Juli 2019 heiratete sie den serbischen Basketballspieler Filip Vukosavljević und nahm dessen Nachnamen an. Bei den 2021 ausgetragenen Olympischen Sommerspielen 2020 errang sie mit Frankreich Bronze, später gab sie bekannt, bereits während des olympischen Turniers schwanger gewesen zu sein. Mitte April 2022 bestritt sie ihr erstes Spiel nach der Geburt ihrer Tochter Ende Januar.
Zur Saison 2022/23 kehrte sie zu USK Prag zurück. Bei den Olympischen Sommerspielen 2024 zog sie mit Frankreich ins Endspiel ein, das mit 66:67 gegen die Vereinigten Staaten verloren wurde. Im April 2025 gewann sie mit Prag die Euroleague.

## Erfolge
- Euroleague-Siegerin 2025
- Französische Meisterin 2016, 2017, 2018, 2021
- Französische Pokalsiegerin 2015, 2016, 2018
- Tschechische Meisterin 2019, 2023, 2024, 2025
- Bronzemedaille Olympische Spiele 2020 (ausgetragen 2021)
- Silbermedaille Olympische Spiele 2024
- Silbermedaille Europameisterschaften 2013, 2017, 2019, 2021
- Bronzemedaille 2023
- Bronzemedaille U19-Weltmeisterschaft 2013
- U20-Europameisterin 2012
- Bronzemedaille U16-Europameisterschaft 2010